# Jessika Ponchetová
Jessika Ponchetová (* 26. září 1996 Bayonne) je francouzská profesionální tenistka. V sérii WTA 125 vybojovala jednu deblovou trofej. V rámci okruhu ITF získala deset titulů ve dvouhře a čtrnáct ve čtyřhře.
Na žebříčku WTA byla ve dvouhře nejvýše klasifikována v září 2024 na 104. místě a ve čtyřhře v listopadu 2022 na 101. místě. Trénuje ji matka Olivia Ponchetová, bývalá členka čtvrté světové stovky v tenise.

## Tenisová kariéra
V hlavní soutěži grandslamu debutovala jako 21letá členka tenisového klubu Capbreton Gaillou ve dvouhře Australian Open 2018, po udělení divoké karty od Francouzské tenisové federace. Časnou porážku jí přivodila španělská světová trojka Garbiñe Muguruzaová. Zároveň tím prožila premiéru na okruhu WTA Tour, když v předchozí kariéře zasáhla mimo okruh ITF do dvouhry jediného turnaje – Open de Limoges 2017 v sérii WTA 125K. Nikdy předtím ani nečelila soupeřce z první světové stovky žebříčku. Divokou kartu obdržela také na French Open 2018, kde ji v úvodu vyřadila padesátá třetí žena klasifikace Lucie Šafářová. Účast v prvních kolech Australian Open a French Open zopakovala v sezóně 2019. Nad její síly však byly světová devatenáctka Caroline Garciaová v Melbourne a patnáctka Belinda Bencicová na pařížské antuce.

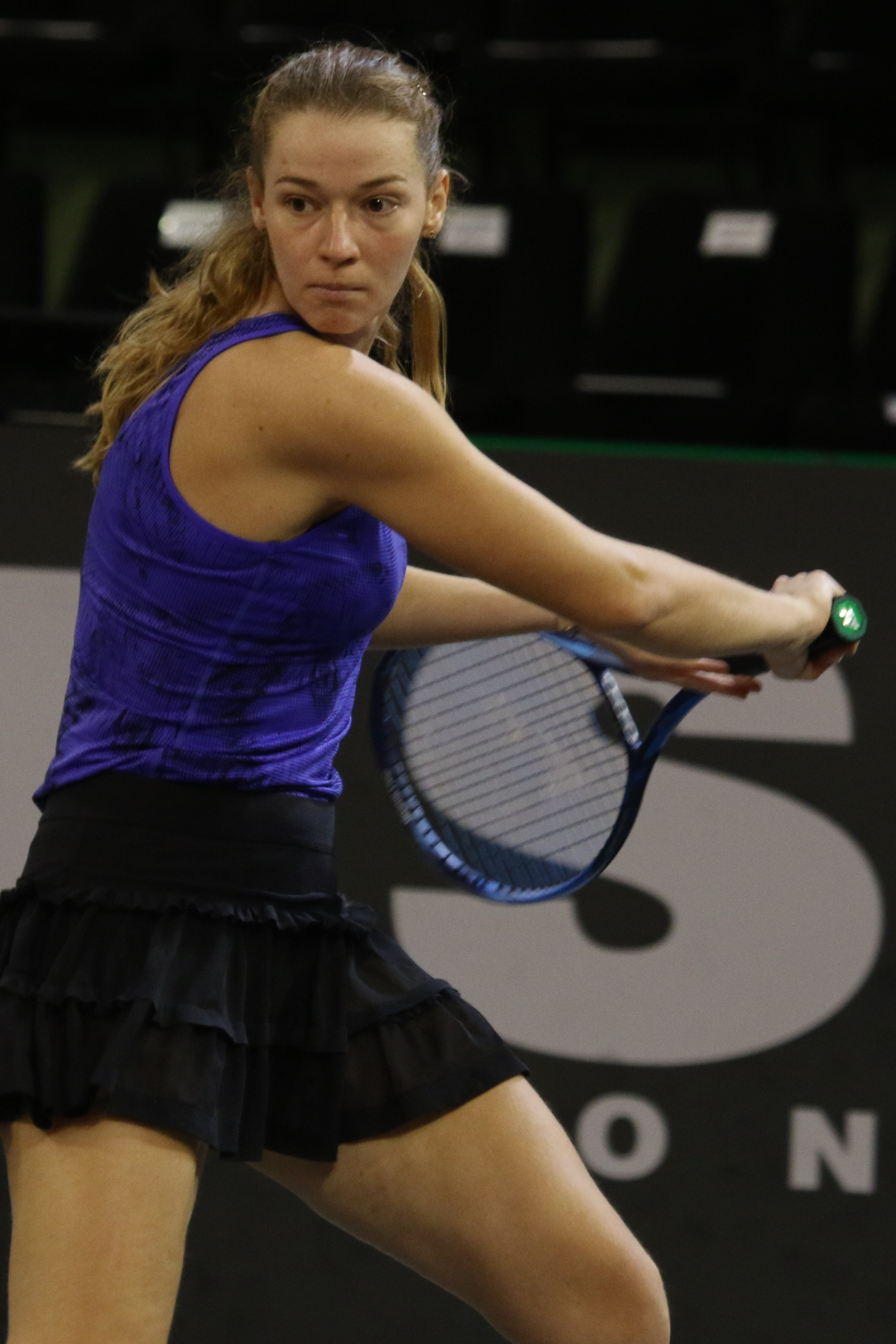
Bekhend na turnaji v Limoges, 2021

Po pocovidovém obnovení okruhů uhrála na srpnovém TK Sparta Prague Open 2020 ze série WTA 125 jen dva gamy na Maďarku Dalmu Gálfiovou. Na prvním turnaji okruhu WTA mimo grandslam se představila během říjnového Tallin Open 2022. Po průchodu kvalifikačním sítem získala jen dvě hry proti Karolíně Muchové z třetí světové stovky. Premiérovou výhru zaznamenala na ósackém Japan Open Tennis Championships 2023 po zdolání Švýcarky Viktorije Golubicové z počátku druhé stovky klasifikace. Ve druhém kole jí však stopku vystavila pozdější vítězka turnaje Ashlyn Kruegerová.
Ve čtyřhře říjnového Rouen Open 2023 poprvé triumfovala na okruhu WTA 125. Po boku Britky Maiy Lumsdenové ve finále přehrály nejvýše nasazenou, maďarsko-belgickou dvojici Anna Bondárová a Kimberley Zimmermannová ve dvou setech. Přerušila tak sérii tří finálových porážek. Při debutu na newyorském majoru, US Open 2024, prošla poprvé do třetího kola grandslamu. V závěru kvalifikace ji nezastavila Elizabeth Mandliková. V hlavní soutěži pak nejdříve vyřadila Čeng Saj-saj. Před druhým utkáním odstoupila světová čtyřka Rybakinová pro poranění zad, ale ve třetí fázi nenašla recept na Caroline Wozniackou z osmé desítky žebříčku. Bodový zisk ji v následném vydání klasifikace z 9. září 2024 posunul o třicet devět míst výš, na nové kariérní maximum, 104. příčku.
Do prvních dvou čtvrtfinále okruhu WTA postoupila vždy z pozice šťastné poražené kvalifikantky. Poprvé na halové antuce Rouen Open 2025 po výhře nad Fionou Ferrovou, a podruhé na Livesport Prague Open 2025, kde porazila Ninu Stojanovićovou a Barboru Palicovou.

## Finále série WTA 125

### Čtyřhra: 4 (1–3)
| Legenda       |
| ------------- |
| WTA 125 (1–3) |

| Stav       | č. | datum         | turnaj                       | povrch    | spoluhráčka       | soupeřky ve finále                     | výsledek      |
| ---------- | -- | ------------- | ---------------------------- | --------- | ----------------- | -------------------------------------- | ------------- |
| Finalistka | 1. | únor 2020     | Newport Beach, Spojené státy | tvrdý     | Marie Benoîtová   | Hayley Carterová Luisa Stefaniová      | 1–6, 3–6      |
| Finalistka | 2. | prosinec 2021 | Limoges, Francie             | tvrdý (h) | Estelle Cascinová | Monica Niculescuová Věra Zvonarevová   | 4–6, 4–6      |
| Finalistka | 3. | květen 2022   | Saint-Malo, Francie          | anruka    | Estelle Cascinová | Eri Hozumiová Makoto Ninomijová        | 6–7(1–7), 1–6 |
| Vítězka    | 1. | říjen 2023    | Rouen, Francie               | tvrdý (h) | Maia Lumsdenová   | Anna Bondárová Kimberley Zimmermannová | 6–3, 7–6(7–4) |

## Tituly na okruhu ITF
| Turnaje okruhu ITF         | Turnaje okruhu ITF            |
| -------------------------- | ----------------------------- |
| Turnaje W100 (100 000 $)   | Turnaje W80 (80 000 $)        |
| Turnaje W75/W60 (60 000 $) | Turnaje W50/W40 (50/40 000 $) |
| Turnaje W35/W25 (25 000 $) | Turnaje W15/W10 (15/10 000 $) |

### Dvouhra (10 titulů)
| Č.  | datum         | turnaj                        | kategorie | povrch    | poražená finalistka          | výsledek         |
| --- | ------------- | ----------------------------- | --------- | --------- | ---------------------------- | ---------------- |
| 1.  | červenec 2016 | Getxo, Španělsko              | 10 000    | antuka    | Ioana Loredana Roșcaová      | 4–6, 6–2, 6–1    |
| 2.  | červenec 2016 | El Espinar, Španělsko         | 10 000    | tvrdý     | Rocío de la Torre Sánchezová | 6–4, 6–2         |
| 3.  | listopad 2016 | Benicarló, Španělsko          | 10 000    | antuka    | Amanda Carrerasová           | 6–0, 7–6(6)      |
| 4.  | červenec 2018 | Figueira da Foz, Portugalsko  | 25 000    | tvrdý     | Eva Guerrero Álvarezová      | 7–6(4), 6–2      |
| 5.  | únor 2019     | Glasgow, Spojené království   | W25       | tvrdý (h) | Mariam Bolkvadzeová          | 6–3, 6–1         |
| 6.  | září 2021     | Leiria, Portugalsko           | W25       | tvrdý     | Anastasia Kulikovová         | 7–6(3), 6–0      |
| 7.  | červenec 2022 | Vitoria-Gasteiz, Španělsko    | W60       | tvrdý     | Jenny Dürstová               | 6–4, 7–5         |
| 8.  | září 2022     | Saint-Palais-sur-Mer, Francie | W25       | antuka    | Séléna Janicijevicová        | 6–1, 6–4         |
| 9.  | únor 2023     | Mâcon, Francie                | W40       | tvrdý (h) | Yanina Wickmayerová          | 6–3, 2–6, 6–4    |
| 10. | říjen 2023    | Poitiers, Francie             | W80       | tvrdý (h) | Anna-Lena Friedsamová        | 3–6, 6–3, 7–6(2) |

### Čtyřhra (14 titulů)
| Č.  | datum         | turnaj                               | kategorie | povrch     | spoluhráčka               | poražené finalistky                              | výsledek               |
| --- | ------------- | ------------------------------------ | --------- | ---------- | ------------------------- | ------------------------------------------------ | ---------------------- |
| 1.  | březen 2014   | Gonesse, Francie                     | 10 000    | antuka (h) | Karolína Stuchlá          | Carolin Danielsová Lena-Marie Hofmannová         | 6–7(4), 6–3, [10–3]    |
| 2.  | červen 2016   | Madrid, Španělsko                    | 10 000    | antuka     | Marina Šamajková          | Ainhoa Atucha Gómezová María José Luque Morenová | 6–2, 6–3               |
| 3.  | prosinec 2016 | Castellón de la Plana, Španělsko     | 10 000    | antuka     | Laura Pigossiová          | Arabela Fernández Rabenerová Isabelle Wallaceová | 6–1, 6–3               |
| 4.  | květen 2019   | Les Franqueses del Vallès, Španělsko | W60       | tvrdý      | Eden Silvaová             | Jodie Burrageová Olivia Nichollsová              | 6–3, 6–4               |
| 5.  | srpen 2019    | Lexington, Spojené státy             | W60       | tvrdý      | Robin Andersonová         | Ann Liová Jamie Loebová                          | 7–6(4), 6–7(5), [10–7] |
| 6.  | září 2019     | Caldas da Rainha, Portugalsko        | W60       | tvrdý      | Isabella Šinikovová       | Anna Danilinová Vivian Heisenová                 | 6–1, 6–3               |
| 7.  | listopad 2019 | Toronto, Kanada                      | W60       | tvrdý (h)  | Robin Andersonová         | Mélodie Collardová Leylah Fernandezová           | 7–6(7), 6–2            |
| 8.  | říjen 2020    | Cherbourg-en-Cotentin, Francie       | W25       | tvrdý (h)  | Robin Andersonová         | Harriet Dartová Sarah Beth Greyová               | 4–6, 6–4, [10–8]       |
| 9.  | květen 2021   | Saint-Gaudens, Francie               | W60       | antuka     | Estelle Cascinová         | Eden Silvaová Kimberley Zimmermannová            | 0–6, 7–5, [10–7]       |
| 10. | listopad 2021 | Nantes, Francie                      | W60       | tvrdý (h)  | Samantha Murray Sharanová | Alicia Barnettová Olivia Nichollsová             | 6–4, 6–2               |
| 11. | leden 2022    | Andrézieux-Bouthéon, Francie         | W60       | tvrdý (h)  | Estelle Cascinová         | Alicia Barnettová Olivia Nichollsová             | 6–4, 6–1               |
| 12. | duben 2022    | Monastir, Tunisko                    | W25       | tvrdý      | Estelle Cascinová         | Polina Kuděrmetovová Sofja Lansereová            | 6–0, 4–6, [10–7]       |
| 13. | září 2023     | Tokio, Japonsko                      | W100      | tvrdý      | Bibiane Schoofsová        | Alicia Barnettová Olivia Nichollsová             | 4–6, 6–1, [10–7]       |
| 14. | říjen 2023    | Poitiers, Francie                    | W80       | tvrdý (h)  | Bibiane Schoofsová        | Jekatěrina Maklakovová Jelena Pridankinová       | 7–5, 6–4               |